# William A. Mueller
William A. Mueller (* 17. Januar 1901 in Nebraska; † 11. Mai 1992 in Orange, Kalifornien) war ein US-amerikanischer Toningenieur.

## Leben
Mueller wurde 1901 in Nebraska geboren. Bei der Oscarverleihung 1936 erhielt er eine Class III-Auszeichnung für seine Technische Verdienste im Bereich Ton. Er wurde für seine Arbeit bei den Filmen Schwere Colts in zarter Hand (1954) und Keine Zeit für Heldentum (1956) bei den Oscars in der Kategorie Bester Ton nominiert. William A. Mueller starb im Alter von 91 Jahren in Orange, Kalifornien.

## Filmografie
- 1927: Der Jazzsänger (The Jazz Singer)
- 1953: Schwere Colts in zarter Hand (Calamity Jane)
- 1953: Das letzte Signal (Island in the Sky)
- 1954: Formicula (Them!)
- 1955: Keine Zeit für Heldentum (Mister Roberts)
- 1957: Sayonara